# Ceromitia cerochlora
Ceromitia cerochlora là một loài bướm đêm thuộc họ Adelidae. Loài này có ở Nam Phi.